# Fleshgod Apocalypse
Fleshgod Apocalypse est un groupe de death metal technique italien, originaire de Pérouse. Formé en 2007, le groupe incorpore des éléments de musique classique et symphonique.

## Biographie

### Formation et débuts (2007-2011)
Fleshgod Apocalypse est formé en 2007 à Rome par Paolo Rossi, Francesco Paoli, Cristiano Trionfera et Francesco Struglia. Ils enregistrent leur première démo, intitulée Promo '07, au 16th Cellar Studio avec Stefano "Saul" Morabito comme producteur, qu'ils publient le 4 août 2007. Cette dernière sera réenregistrée l'année suivante sur un split partagé avec d'autres groupes italiens comme Septycal Gorge, Modus Delicti ou bien Onirik.
Début 2008, après avoir signé un contrat avec Neurotic Records, le groupe réalise une tournée européenne avec Behemoth, Origin, Dying Fetus, Hate Eternal, Suffocation, Napalm Death entre autres.  En mai de la même année, le groupe enregistre son premier album studio Oracles. En décembre, le groupe décide de quitter Neurotic Records et signe chez Willowtip Records qui produira Oracles en 2009. Peu de temps après, le groupe modifie sa composition en accueillant Tommaso Riccardi à la voix et à la guitare rythmique.  Le poste était précédemment tenu par Francesco Paoli qui reprend alors sa place de batteur, puisque Francesco Struglia quitte le groupe.
En janvier 2010, l'EP Mafia est enregistré au 16th Cellar Studios et produit par Willowtip Records. Il inclut quatre nouveaux titres et une reprise de la chanson Blinded by Fear du groupe At the Gates. Le groupe repart en tournée européenne peu de temps après l'enregistrement en compagnie de Suffocation. Après quoi Fleshgod Apocalypse enchaîne avec une tournée en Russie en tant que tête d'affiche. En novembre 2010, le groupe signe un contrat mondial chez le label Extreme Management Group, Inc. et commence l'écriture de leur second album studio.

### Agony(2011-2012)

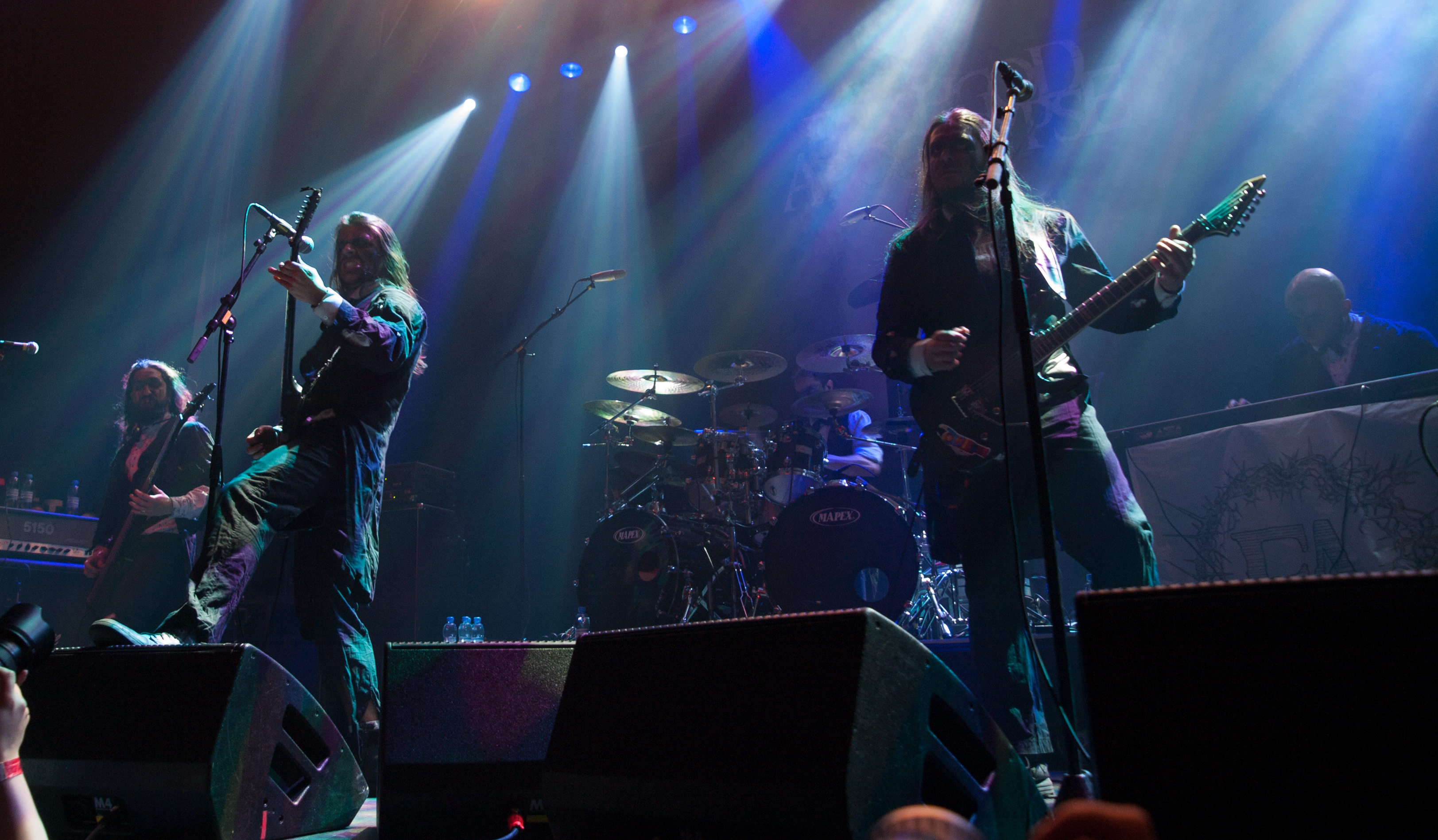
Fleshgod Apocalypse sur scène en 2012.

En mai 2011, le groupe signera finalement chez Nuclear Blast Records et commence le travail sur leur second album. Pendant ce temps, un nouveau membre entre dans le groupe à plein temps, Francesco Ferrini, qui en devient le pianiste et orchestrateur et qui a déjà travaillé sur les albums Oracles et Mafia. L'album intitulé Agony sort le 9 août 2011 en Amérique du Nord et le 19 en Europe. Il inclut notamment une reprise de Carcass, Heartwork.   Le groupe prend part en 2011 au Summer Slaughter Tour en Amérique du Nord en compagnie de Whitechapel et The Black Dahlia Murder. Et à la fin de l'année, le groupe tourne avec Decapitated.
En janvier 2012, ils tournent au Royaume-Uni avec The Black Dahlia Murder et Skeletonwitch. Au cours du mois de mars 2012, Fleshgod Apocalypse fait une tournée en Afrique du sud accompagné par des groupes locaux de death metal. Le 22 décembre 2012, Fleshgod Apocalypse publie un clip vidéo pour le morceau The Forsaking tiré de l'album Agony.

### LabyrinthetKing(2013-2017)
Leur troisième album studio, intitulé Labyrinth, sort le 16 août 2013 en Europe et le 20 en Amérique du Nord chez Nuclear Blast Records. Labyrinth est enregistré avec Stefano Morabito au 16th Cellar Studio. L'album présente des contributions d'invités et évoque le mythe du labyrinthe de Cnossos en corrélation avec l'époque moderne.
Le 5 février 2016 sort le quatrième album studio intitulé King. C'est un double-album. Le second disque reprend tous les titres du premier disque en version orchestrale. Le 18 juin, le groupe joue au Hellfest et le 19 août, il joue au Motocultor Festival sur la Dave Mustage. Le 9 décembre 2016, ils annoncent une tournée européenne en tant que tête d'affiche (et en compagnie des groupes Carach Angren et Nightland) démarrant le 7 janvier 2017 à Munich et passant par des villes comme Vienne, Prague, Dunkerque ou bien Paris.
Le 10 octobre 2017, le groupe annonce le départ de Tommaso Riccardi pour des raisons personnelles. Le guitariste Cristiano Trionfera quitte également le groupe. Pour les besoins de leur tournée sud-américaine débutant le 12 octobre, Francesco Paoli reprend son poste de chanteur et guitariste, tandis que David Folchitto (Stormlord) devient musicien live pour la batterie et Fabio Bartoletti (Deceptionist) de la guitare solo.

### Veleno(2018-2020)
Le 1er octobre 2018, ils annoncent rentrer en studio pour enregistrer leur cinquième album. Pour la première fois, le groupe fait appel à Jacob Hansen (qui a déjà travaillé avec des groupes comme Volbeat ou bien Epica) pour produire l'album. En plus des futurs guests, il est prévu qu'un véritable orchestre participe à la production de l'album, ainsi qu'un chœur. Le batteur fait part du fait que ce sera la dernière fois qu'il enregistrera la batterie.
Plus de détails sont dévoilés le 08 mars 2019. L'album s'intitule alors Veleno (qui signifie venin en italien) et est annoncé pour le 24 mai 2019, toujours sous le label Nuclear Blast. En même temps que la pochette et la liste des chansons, le groupe dévoile également un premier extrait, "Sugar", dont le clip est réalisé par Giovanni Bucci, qui a notamment déjà travaillé avec Korn.
L'album bénéficie d'un accueil très positif. Certaines critiques le décrivent comme "riche", voire "varié" mettant en exergue le travail de composition et de production. 
À la suite de la publication de l'album, le groupe annonce une nouvelle tournée nord-américaine à partir du 16 mars 2020 à Dallas et ce jusqu'au 06 avril. Ils font alors appel à un quartet à cordes, pour la première fois depuis leur performance à Pérouse en 2018. The Agonist est annoncé comme première partie. 
Le 23 décembre 2019, le groupe annonce les dates d'une nouvelle tournée européenne démarrant en octobre 2020. Ils sont alors accompagnés d'Ex Deo. 
Le 26 février 2020, ils publient le clip de "Monnalisa", pour lequel ils font à nouveau appel à Giovanni Bucci pour la réalisation. Le chanteur Francesco Paoli décrit alors la vidéo comme "cinématique" et faisant la part belle à la culture italienne dans ses décors et sa mode. Le réalisateur du clip Giovanni Bucci précise également sa volonté d'avoir créé quelque chose d'élégant mais tout en s'éloignant des stéréotypes en vogue dans les clips de metal. Quelques jours avant la publication du clip, le groupe annonce le départ de son batteur live David Folchitto. Il est remplacé par le batteur ukrainien Eugene Ryabchenko.  
Alors qu'il devait entamer leur tournée nord-américaine le 16 mars 2020, le groupe se voit contraint de reporter cette dernière en raison de l'épidémie du Covid-19 et la grave crise que traverse leur pays. Fleshgod Apocalypse repousse également la tournée automnale avec Ex Deo prévue en octobre 2020 pour l'automne 2021.    
Le 23 octobre 2020, le groupe dévoile la version acoustique de "The Day We'll Be Gone", issu de Veleno. Par la même occasion, ils confirment le recrutement de Veronica Bordacchini (chant clair), Fabio Bartoletti (guitare) et Eugene Ryabchenko (batterie) comme membres permanents.     

### No, départ de Paolo Rossi etOpera(depuis 2020)
Le 18 décembre 2020, ils publient un nouvel EP, No, dont la chanson titre est également dévoilée sous forme de clip vidéo. Le magazine Loudwire met en évidence le fait que le groupe rende hommage à Britney Spears en détournant une partie des paroles de sa chanson ...Baby One More Time.      
Le 29 septembre 2022, il est prévu que le groupe entame sa tournée européenne initialement prévue en 2020 avec une première étape à Übach-Palenberg. Ils seront alors accompagnés entre autres des groupes Omnium Gatherum, Dark Mirror ov Tragedy ou bien Chaoseum. La tournée s'achèvera le 13 novembre à Leiden.
En février 2024, le groupe officialise le départ du membre fondateur, bassiste et chanteur Paolo Rossi, absent depuis 2023. Il ajoute que Rossi ne sera pas remplacé. Francesco Paoli sera désormais le bassiste de la formation tandis que le chant clair sera intégralement assuré par Veronica Bordacchini.
Parallèlement à ce changement de membre, Fleshgod Apocalypse annonce la parution d'un sixième album, Opera, qui sort le 23 août 2024.

## Membres

### Membres actuels
- Francesco Paoli – chant (2007-2009; depuis 2017), chœurs (depuis 2007), batterie (2009-2020), guitare (2007-2023), basse (depuis 2024)
- Francesco Ferrini – piano, orchestration (depuis 2010)
- Veronica Bordacchini - chant clair (depuis 2020)
- Fabio Bartoletti - guitare, chœurs (depuis 2020)
- Eugene Ryabchenko - batterie (depuis 2020)

### Anciens membres live[1]
- Veronica Bordacchini - chant clair (2013-2020)
- Fabio Bartoletti - guitare solo (2017-2020)
- Eugene Ryabchenko - batterie (2020)

### Anciens membres
- Paolo Rossi – basse, chant clair (2007-2023)
- Francesco Struglia - batterie (2007-2009)
- Tommaso Riccardi – chant, guitare, orchestration (2009-2017)
- Cristiano Trionfera – guitare, chœurs, orchestration (2007-2017)
- David Folchitto - batterie (2017-2020)

## Discographie

### Démo
- 2007 : Promo '07

### Split
- 2008 : Da Vinci Death Code

## Vidéographie

### Clips
- 2011 : The Violation, tiré de Agony, réalisé par Salvatore Perrone
- 2012 : The Forsaking, tiré de Agony, réalisé par Salvatore Perrone
- 2014 : Epilogue, tiré de Labyrinth, réalisé par Francesco Paoli et Salvatore Perrone
- 2014 : Pathfinder, tiré de Labyrinth, réalisé par Francesco Paoli et Salvatore Perrone
- 2016 : Cold As Perfection, tiré de King, réalisé par Giovanni Bucci, réalisé par Francesco Paoli & Salvatore Perrone
- 2019 : Sugar, tiré de Veleno, réalisé par Giovanni Bucci
- 2020 : Monnalisa, tiré de Veleno, réalisé par Giovanni Bucci
- 2020 : The Day We'll Be Gone, version acoustique, tiré de Veleno
- 2020 : No, tiré du single du même nom, dirigé par Martina L. McLean
- 2024 : Pendulum, tiré du single du même nom
- 2024 : Bloodclock, tiré de l'album Opera, réalisé par Martina L. McLean
- 2024 : I Can Never Die, tiré de l'album Opera, réalisé par Martina L. McLean

### Clips lyriques
- 2013 : Minotaur (The Wrath of Poseidon), tiré de Labyrinth
- 2016 : Gravity, tiré de King
- 2019 : Carnivorous Lamb, tiré de Veleno

### Clip live
- 2019 : Healing Through War, tiré du Blu-Ray An Evening In Perugia
- 2019 : The Fool, tiré du Blu-Ray An Evening In Perugia
- 2024 : Morphine Waltz, tiré de l'album Opera

### Concerts
- 2018 : An Evening In Perugia, concert enregistré à l'Afterlife Club de Pérouse le 22 septembre, distribué sous forme de Blu-Ray